# Claudia Schaumann

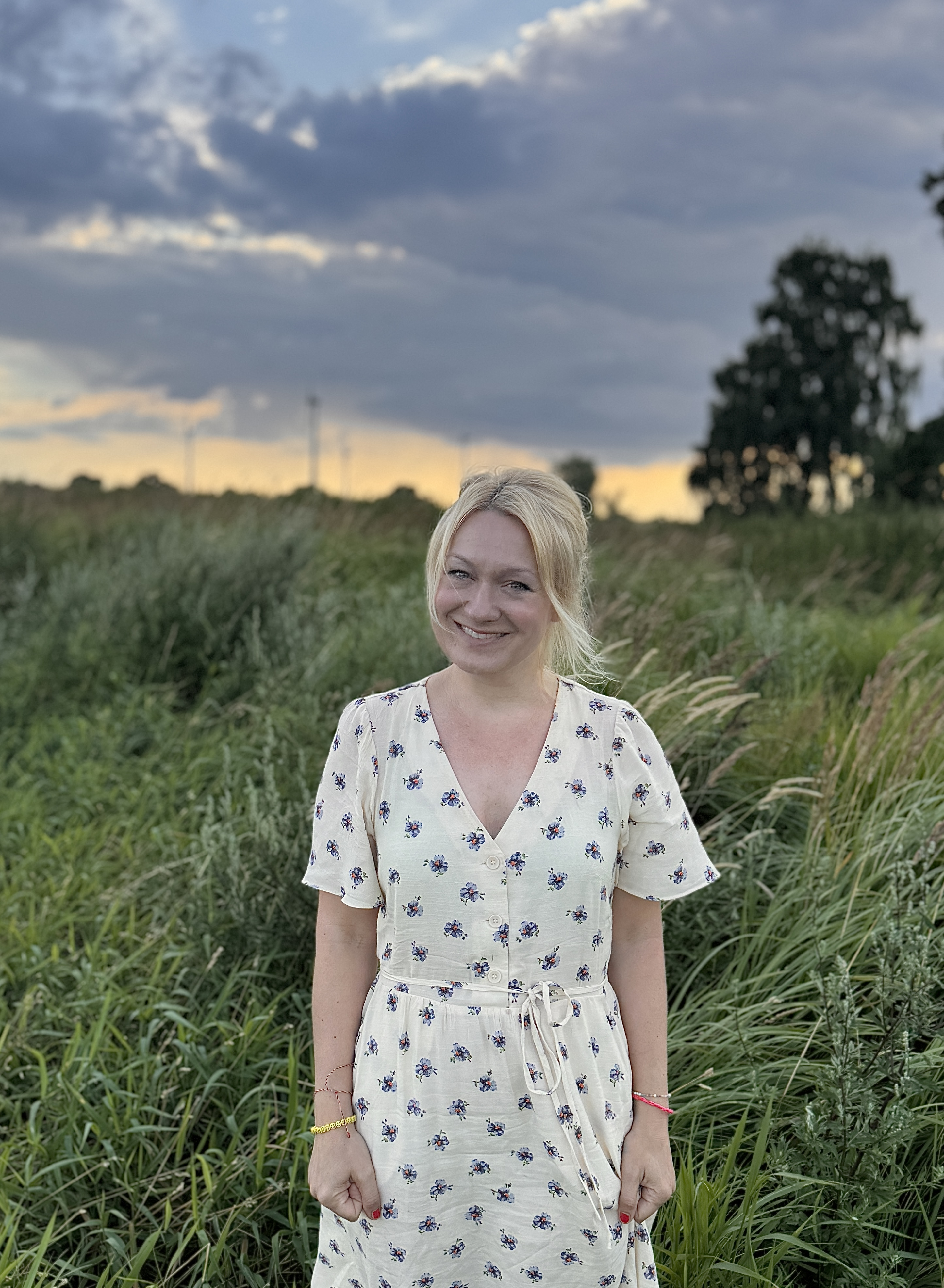
Claudia Schaumann

Claudia Schaumann (* 1977 in Hildesheim) ist eine deutsche Autorin.

## Leben und Werdegang
Schaumann, geboren 1977 in Hildesheim, studierte nach dem Abitur Grundschullehramt in ihrer Heimatstadt. Neben dem Studium war sie als freiberufliche Journalistin tätig. Nach ihrem Referendariat absolvierte sie ein Volontariat und arbeitete anschließend bei verschiedenen Magazinen und Tageszeitungen.
Schaumann ist verheiratet und Mutter von vier Söhnen.

### Journalismus
Ab Ende 2013 schrieb Schaumann einen Blog, auf dem sie unter anderem Bastelanleitungen sowie Inhalte zu ihrem Familienleben und pädagogischen Themen veröffentlicht. Bereits ein halbes Jahr nach dem Start verzeichnete der Blog etwa 100 tägliche Aufrufe, die 2015 auf etwa 1500 tägliche Aufrufe anwuchsen.
Ihr erstes Buch, Das Kinderkunst-Kreativbuch, erschien 2017. In den folgenden Jahren folgten weitere Bastelbücher. 2021 brachte Schaumann ihr erstes Kochbuch heraus. 2023 erfolgte die Veröffentlichung ihres Kinderbuches Die Geburtstagsbande, welches zum Spiegel-Bestseller wurde. Im selben Jahr wurde der zweite Teil der Reihe herausgebracht, 2024 Teil drei. Ihre Buchreihe wurde von Autorin Priska Lachmann im Stadtmagazin Ahoi Leipzig als deutsches Bullerbü-Buch bezeichnet.
2024 veröffentlichte Schaumann den Roman Sommer ist meine Lieblingsfarbe, der ebenfalls Spiegel-Bestseller wurde.
Außerdem veröffentlicht Schaumann Beträge für Familien-Portale wie Eltern.de und nimmt an Veranstaltungen wie der Leipziger Buchmesse teil.

## Werke

### Bastelbücher
- Das Kinderkunst-Kreativbuch – Viele bunte Projekte für Mama und Kind. EMF Verlag, 2016. ISBN 978-3863554705.
- Das Kinderkunst-Kreativbuch – Winter und Weihnachten. EMF Verlag, 2017. ISBN 978-3863557904.
- Weihnachtlicher Bastelspaß für Groß und Klein. EMF Verlag, 2022. ISBN 978-3-7459-1353-8.

### Kinderbücher
- Schwups will nicht schlafen. Wasfürmich, Hamburg 2017. ISBN 978-3000579431.
- Schwups fährt in die Ferien. Wasfürmich, Hamburg 2018. ISBN 978-3-00-059674-2.
- Schwups sucht den Weihnachtsmann. Wasfürmich, Hamburg 2018. ISBN 978-3-00-060592-5.
- Schwups feiert Geburtstag. Wasfürmich, Hamburg 2019. ISBN 978-3-00-062731-6.
- Die Geburtstagsbande. Auf die Plätze, fertig, feiern! S. Fischer Verlag, 2023. ISBN 978-3-7373-4295-7.
- Die Geburtstagsbande. Die beste Party der Welt. S. Fischer Verlag, 2023. ISBN 978-3-7373-4296-4.
- Die Geburtstagsbande. Ein Fest für alle! S. Fischer Verlag, 2024. ISBN 978-3-7373-4297-1.

### Kochbücher
- Barfuß in der Küche – Rezepte und Geschichten vom Familienleben auf dem Land. Wasfürmich, Hamburg 2019. ISBN 978-3-00-063806-0.
- Polly und Pelle in der Küche. Wasfürmich, Hamburg 2020. ISBN 978-3-00-066900-2.
- Hungrig am Strand – Rezepte und Geschichten von unseren Familienreisen. Wasfürmich, Hamburg 2022. ISBN 978-3000733901.

### Romane
- Sommer ist meine Lieblingsfarbe. Goldmann Verlag, 2024. ISBN 978-3-442-49489-7.
- Glück ist ganz nach meinem Geschmack. Goldmann Verlag, 2025. ISBN 978-3-442-49599-3.

### Sonstige
- Hipp, Hipp, Hurra! Mein Geburtstagsbuch. Wasfürmich, Hamburg 2020. ISBN 978-3-00-066054-2.
- Ab ins Abenteuer. Mein Reisetagebuch. Wasfürmich, Hamburg 2021. ISBN 978-3-00-069126-3.